# Ueberstrass
Ueberstrass – miejscowość i gmina we Francji, w regionie Grand Est, w departamencie Górny Ren.
Według danych na rok 1990 gminę zamieszkiwały 313 osoby, a gęstość zaludnienia wynosiła 61 osób/km² (wśród 903 gmin Alzacji Ueberstrass plasuje się na 583. miejscu pod względem liczby ludności, natomiast pod względem powierzchni na miejscu 478.).